# Koło (konwent)

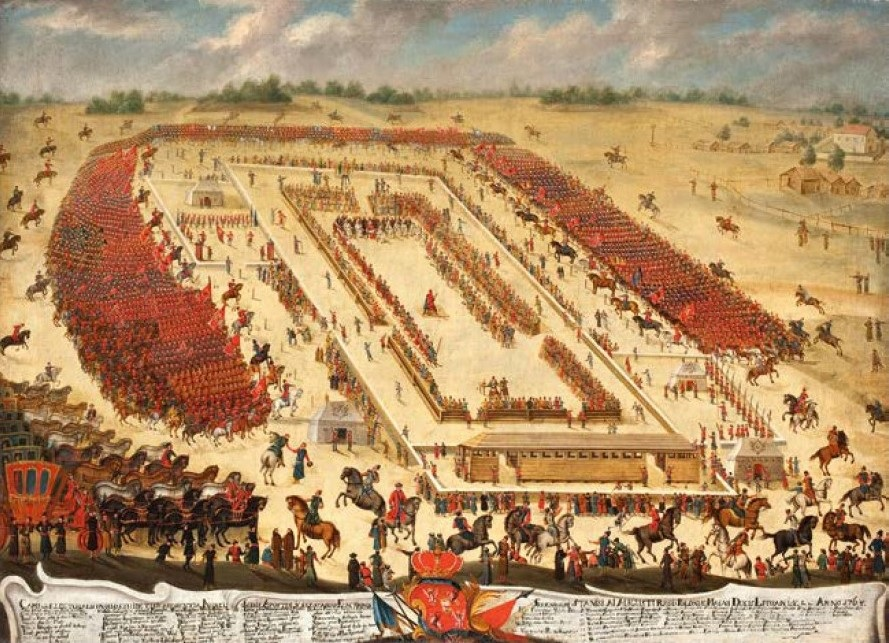
Elekcja Stanisława Augusta Poniatowskiego (1764) na polu elekcyjnym na Woli w Warszawie, anonimowy obraz z XVIII wieku. Posłowie ustawieni wokół pola elekcyjnego tworzą koło rycerskie

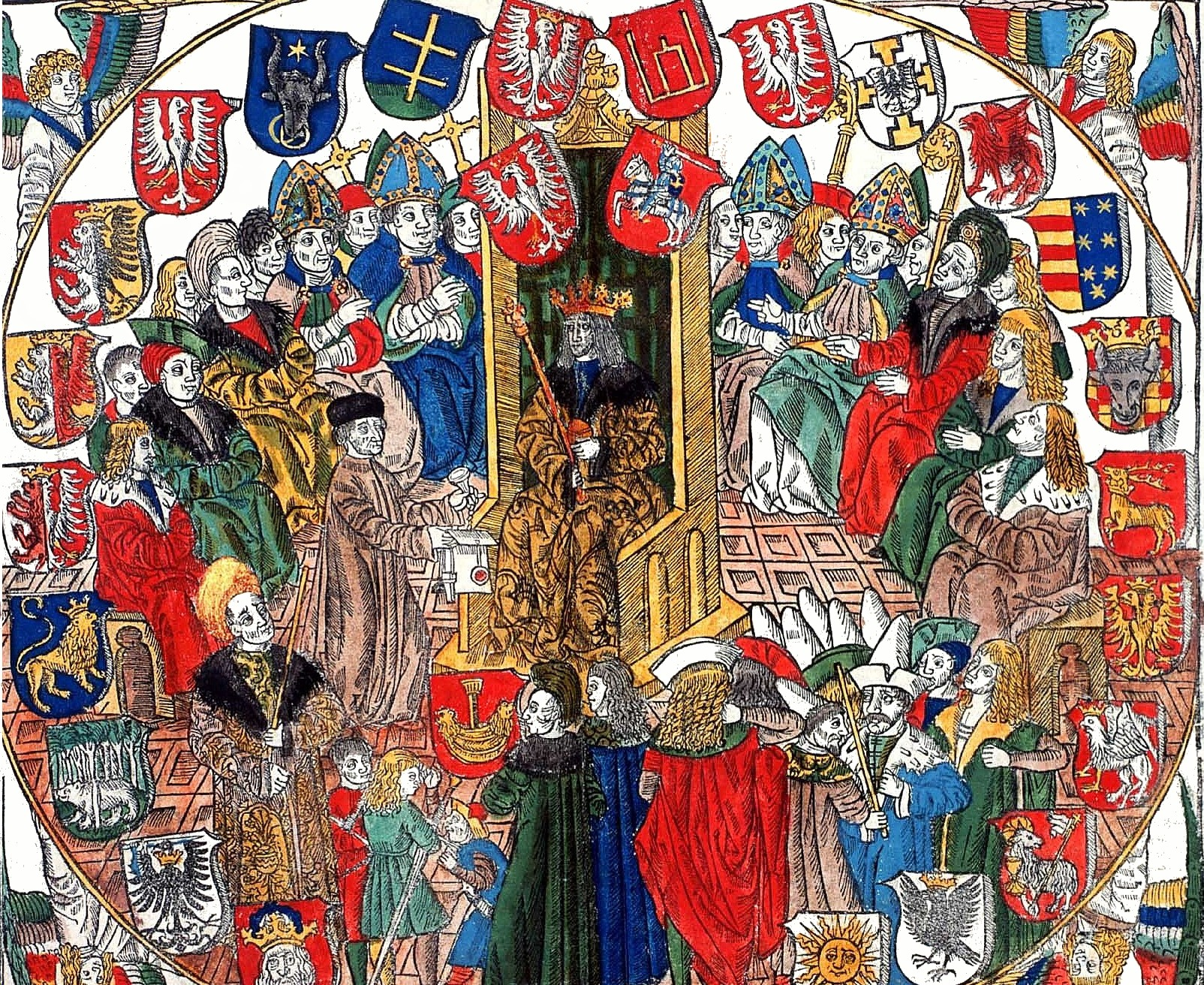
Król Aleksander Jagiellończyk w otoczeniu senatorów, tworzących koło senatorskie (ilustracja Statutu Łaskiego, 1506)

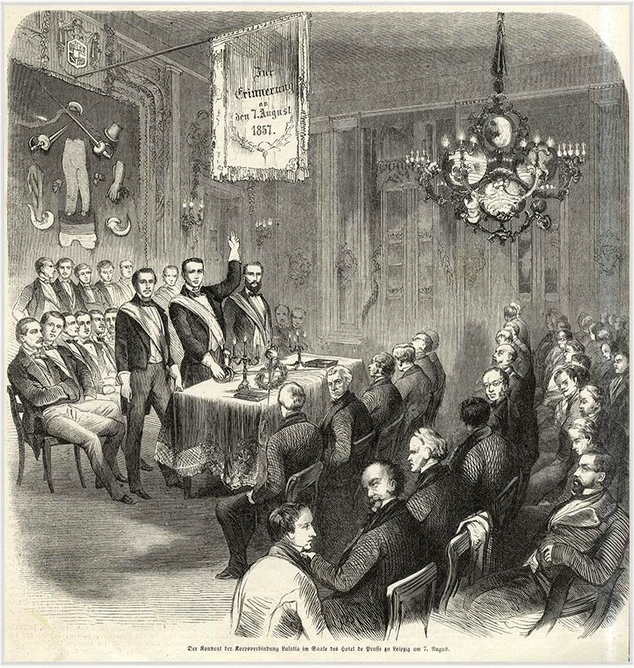
Konwent (synonim koła) niemieckiej korporacji akademickiej Corps Lusatia Leipzig w Lipsku (1857)

Koło – w okresie I Rzeczypospolitej obradujący sejm lub sejmik, narada rycerstwa (tzw. koło rycerskie), zebranie radnych. Współcześnie formalne zgromadzenie członków korporacji akademickiej oraz jej najwyższa władza administracyjna i prawodawcza.

## Koło rycerskie
W czasach I Rzeczypospolitej kołem rycerskim nazywano wiec szlachty odbywający się w polu i pod bronią, a także izbę poselską w czasie sejmów, zwłaszcza sejmów elekcyjnych. Funkcjonował również termin koło senatorskie, oznaczający senat. W wojsku hetmani zwoływali tzw. koła generalne, złożone z pułkowników i rotmistrzów, by prowadzić narady wojenne. Koła rycerskie odbywające się w chorągwiach nazywano kołami chorągiewnymi. Koła rycerskie jazdy autoramentu narodowego zbierały się zwłaszcza 2. połowie XVII wieku i w XVIII wieku. Ich uchwały dotyczyły m.in. wyboru regimentarzy i powoływania konfederacji wojskowych.
Koło rycerskie weszło do literatury polskiej m.in. za sprawą dzieł Bartosza Paprockiego Koło rycerskie, w którym rozmaite stworzenia rozmowy swe mają (1576) oraz Mikołaja Łęczyckiego Koło rycerskie rocznego obrotu (1727), a także anonimowej Pieśni o kole rycerskim z końca XVI wieku.

## Koło w korporacjach akademickich
W korporacji akademickiej koło podejmuje wszystkie decyzje w sprawach stowarzyszenia. Zbiera się raz w miesiącu lub w razie potrzeby (tzw. koło nadzwyczajne). W korporacjach opartych na tzw. modelu ryskim, dwustopniowym, np. w Arkonii, w obradach uczestniczą barwiarze, pełnoprawni członkowie organizacji; ich obecność jest obowiązkowa. Przebieg obrad i niektóre decyzje podejmowane w trakcie obrad są chronione tajemnicą, co oznacza, że mogą o nich wiedzieć tylko pełnoprawni członkowie. W korporacjach opartych na tzw. modelu dorpackim, trójstopniowym, np. w Jagiellonii, barwiarze nie posiadają statusu pełnoprawnych członków, jednak mogą uczestniczyć w obradach koła bez prawa głosu. Organem wewnętrznym koła są komisje, dyskutujące projekty podejmowanych decyzji i przedstawiające je zgromadzeniu.
W okresie II Rzeczypospolitej w części korporacji, np. w Arkonii i poznańskiej Mercurii, synonimem koła było określenie koło rycerskie. W niektórych stowarzyszeniach, np. Konwent Polonia i Magna-Polonia, najwyższa władza kolegialna korporacji nosi nazwę konwentu (łac. conventus, „zebranie”). W korporacji Konwent Polonia pełnoprawnymi członkami konwentu są komilitoni.